# Ramescher
Das Naturschutzgebiet Ramescher befindet sich im Nordwesten Luxemburgs, westlich der Ortschaft Troine und nördlich von Wincrange, unter Schutz gestellt wurde das Gebiet am 11. Februar 1993.

## Lage
Es liegt in einer Höhe zwischen 440 und 495 m ü.NN. Es hat eine Größe von 62,70 ha. Ein quer durch das Naturschutzgebiet verlaufender asphaltierter Wirtschaftsweg zerschneidet das Feuchtgebiet in einen nördlichen und südlichen Teil.

## Geologie, Geomorphologie und Böden
Das Naturschutzgebiet ist durch Schiefer des Devons geprägt. Entlang der Bäche befinden sich Böden auf Alluvium, die einen hohen Tongehalt aufweisen und staunass sind. Dadurch liegen ganzjährig sickernasse Gleye, Pseudogleye, leicht anmoorige Böden und Niedermoorböden vor. Sie sind auf Grund der schlechten Entwässerung und der schweren Bearbeitung aus der landwirtschaftlichen Nutzung genommen. Im NSG „Ramescher“ befinden sich zwei Quellbäche: Im Süden entspringt mit geringem Gefälle der Ramescherbach, fließt weiter nach Nordosten, trifft auf den Trëtterbach und entwässert nach Osten.

## Schutzzweck
Das Naturschutzgebiet dient dem Erhalt und der Entwicklung der Feuchtwiesen mit Borstgrasrasen und als wichtiger Lebensraum für Vögel. Auf dem sauren Ausgangsgestein haben sich unterschiedliche Nasswiesen entwickelt, die einen hohen Artenreichtum mit geschützten Pflanzen und Tieren, insbesondere Vögeln wie dem Schwarzstorch, der Kornweihe, dem Neuntöter und der Gebirgsstelze aufweisen.

## Pflanzen- und Tiervorkommen
Waldbinsenwiesen sind typisch für das Feucht- und Nassgrünland im Ösling. Sie besiedeln feuchte bis nasse, quellige, sickernasse, nährstoff- sowie basenarme Böden. Die Spitzblütige Binse findet in dem wasserdurchzogenen Standort ideale Bedingungen, so dass sie bestandsbildend ist und den größten Teil der nassen Bereiche einnimmt. Andere ähnlich vorkommende Pflanzen sind die Grau-Segge, die Braun-Segge, das Sumpfblutauge, das Breitblättrige Knabenkraut, das Sumpfveilchen und der Sumpfhornklee. Die Schlangenknöterich-Gesellschaft nimmt ebenso feuchte und nasse Wiesen ein. Hier wachsen neben Schlangenknöterich Rasenschmiele, Sumpfkratzdistel, Moor-Labkraut sowie Waldengelwurz.